# Graminivore
En zoologie, un graminivore (à ne pas confondre avec granivore) est un animal herbivore, ou phytophage, qui se nourrit principalement d'herbes graminoïdes, et plus particulièrement de graminées (plantes de la famille des Poaceae). 
On parle également de « régime graminivore » pour qualifier les régimes alimentaires à base de graminées. 
Le terme dérive des mots latins gramen, graminis, signifiant « herbe », et vorare, signifiant « dévorer, manger ».
La « graminivorie » est une forme de pâturage ou de broutage.

## Exemples d'animaux graminivores
Les chevaux, bovins, capybaras, hippopotames, les oies et le panda géant sont des exemples de vertébrés graminivores. Certains vertébrés carnivores, tels que le chien et le chat, sont connus pour manger de l'herbe de temps en temps. La consommation d'herbe chez les chiens peut être un moyen de débarrasser leur tractus intestinal de parasites qui peuvent menacer la santé du carnivore.
Diverses espèces d'invertébrés ont aussi un régime graminivore. Beaucoup de sauterelles, notamment dans la famille des Acrididae, ont un régime composé principalement de plantes de la famille des Poaceae.

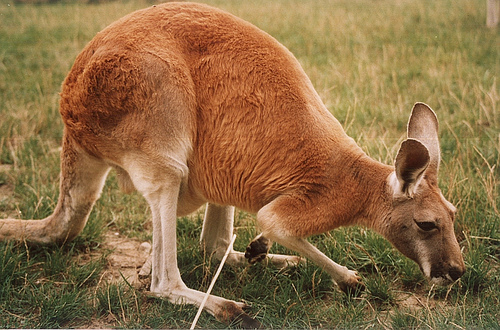
Kangourou roux broutant de l'herbe.
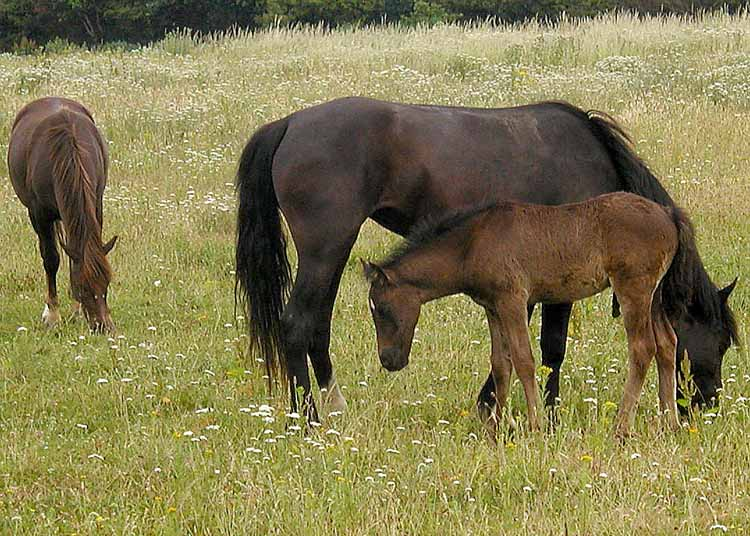
Les chevaux  aussi mangent de l'herbe.
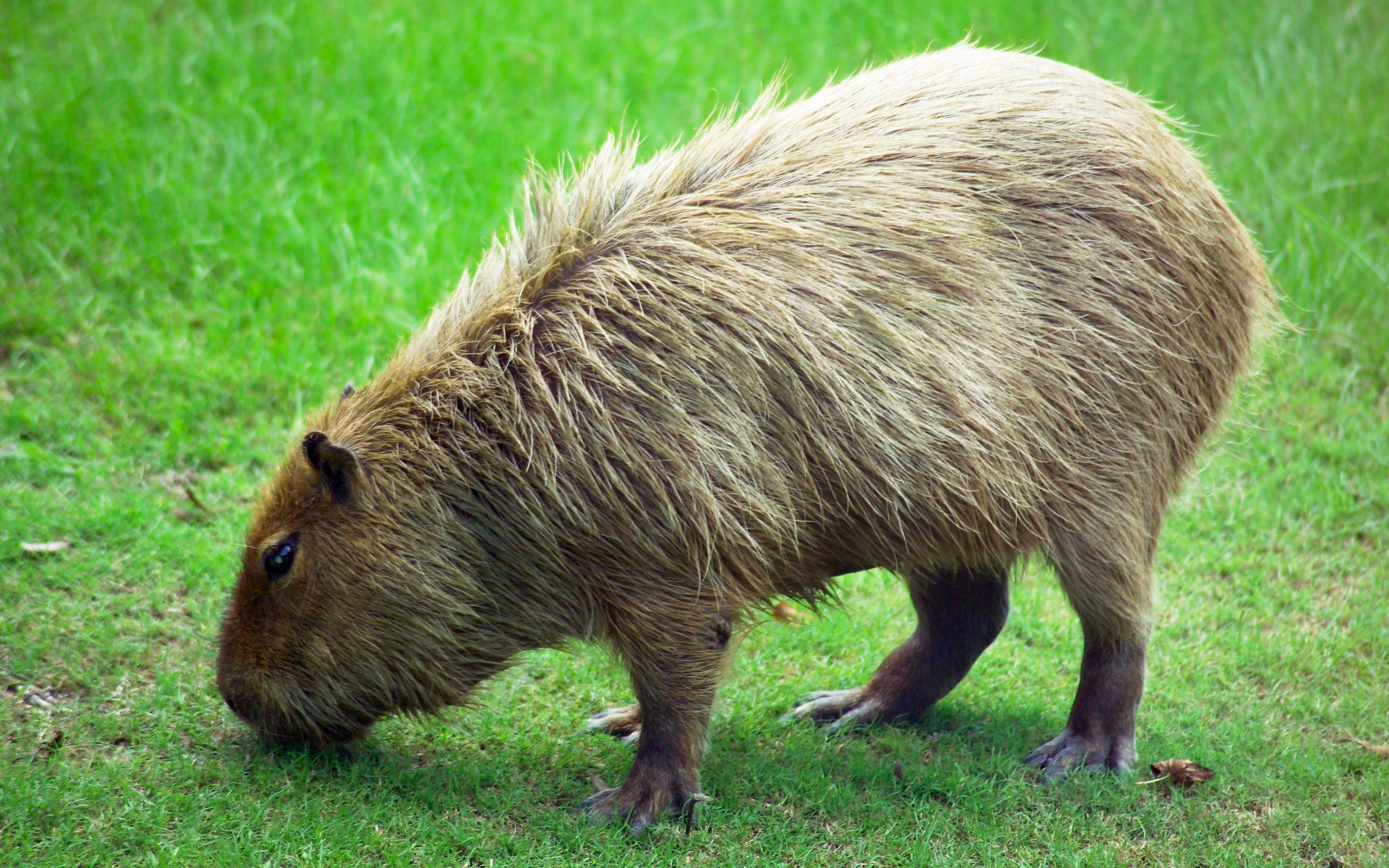
Capybara paissant au zoo de Hattiesburg.
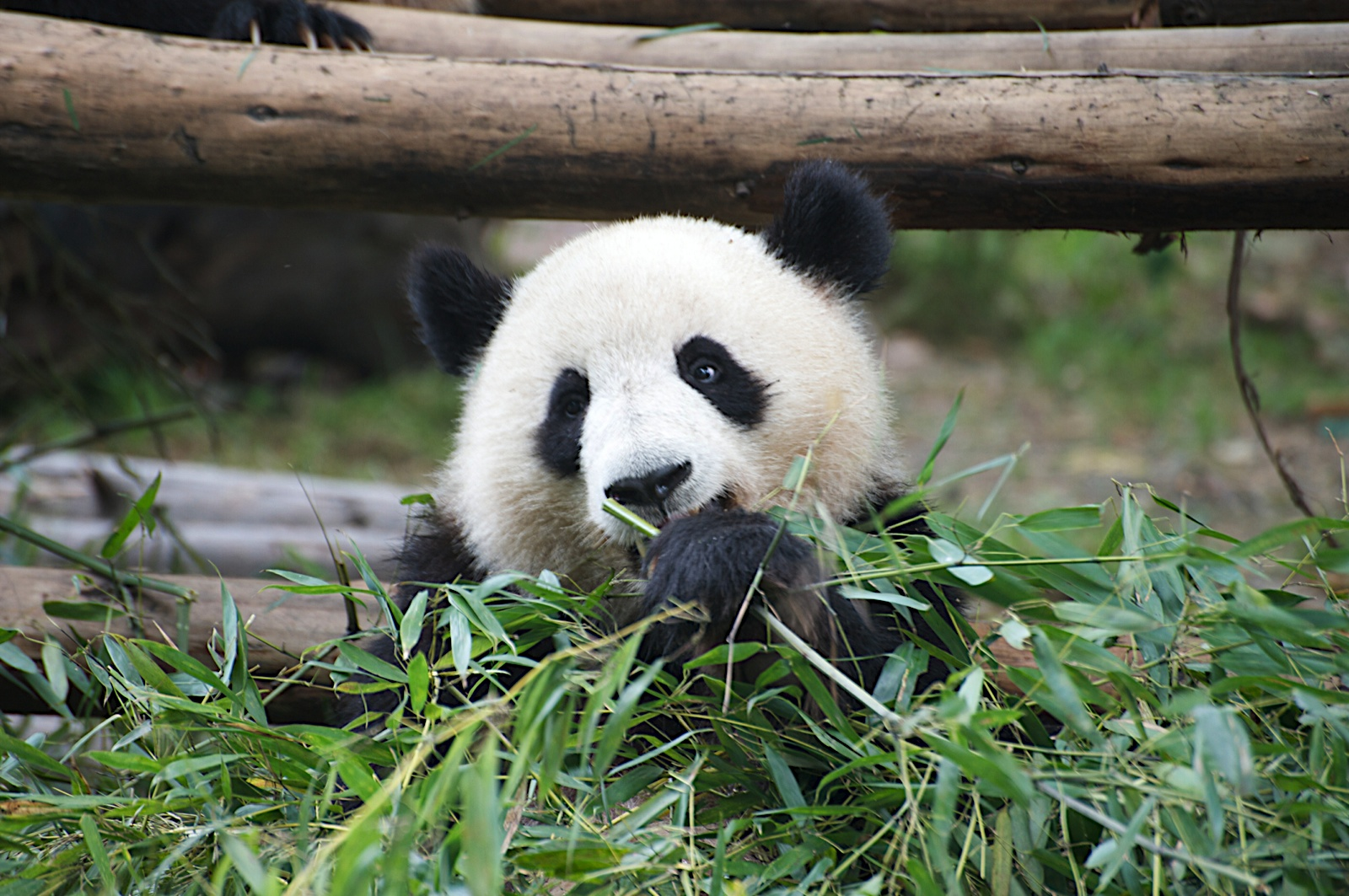
Le panda géant est inféodé à certaines espèces de bambous.
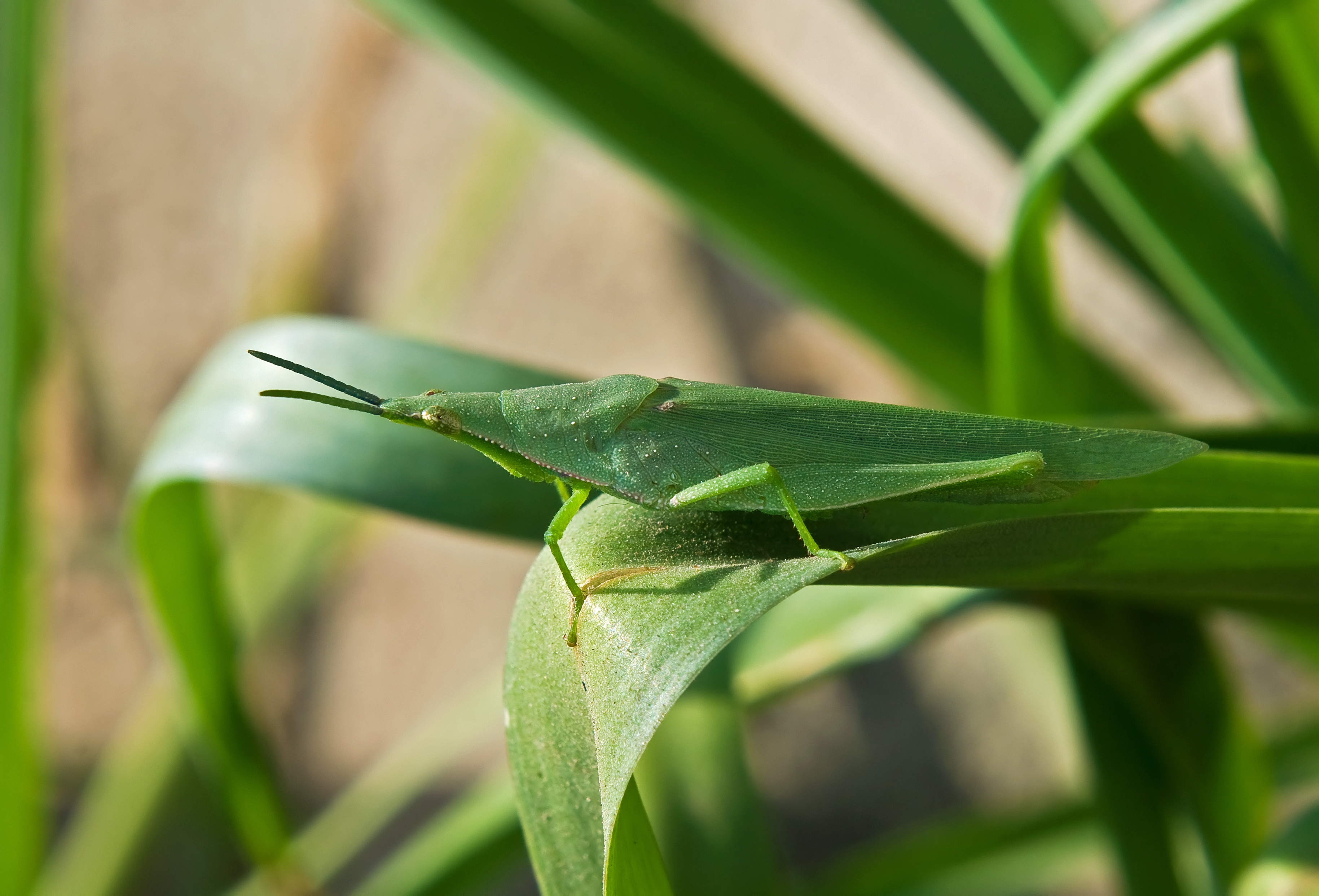
Sauterelle (Atractomorpha lata) sur une graminée.

## Adaptation
Les animaux herbivores ont un système digestif adapté à la digestion de grandes quantités de cellulose, substance abondante dans la matière végétale fibreuse et plus difficile à décomposer pour beaucoup d'autres animaux. 
En tant que tels, ils ont des enzymes spécialisées pour faciliter la digestion et dans certains cas des bactéries symbiotiques qui vivent dans leur tube digestif et « aident » le processus digestif par la fermentation lorsque la matière traverse les intestins.

## Choix des espèces de graminées
Les graminivores montrent généralement une préférence pour les espèces d'herbe qu'ils choisissent de consommer. Par exemple, selon une étude réalisée sur le Bison d'Amérique du Nord (Bison bison L.) qui se nourrit d'herbes courtes des plaines du nord-est du Colorado, ce bovin consommait au total trente-six espèces différentes de plantes. Sur ces trente-six espèces, cinq espèces de graminées étaient préférées et plus largement consommées. La consommation moyenne de ces cinq espèces représentait environ 80 % de son régime alimentaire. Parmi ces espèces figuraient Aristida longiseta Steud., Muhlenbergia sp. et Bouteloua gracilis (H.B.K.) Lag. 